# Důkaz kruhem
Důkaz kruhem, také circulus vitiosus (česky: bludný kruh; špatný kruh) nebo petitio principii je chybný postup deduktivního důkazu, při němž se předem předpokládá to, co se chce teprve dokazovat.

## Význam
Na důkaz kruhem poprvé upozornil Aristotelés v Prvních analytikách a ukázal, proč neplatí, přesněji řečeno platí jen pro toho, kdo už platnost domněle dokazované věty stejně přijímá. Tento kruh však nemusí být ani jednoduchý, ani výslovný, takže si ho čtenář nebo i autor domnělého důkazu nevšimne – předpoklad může být mlčky zahrnut v používaných pojmech a podobně.
Problém vzniká v rámci formální logiky, která proti takovému důkazu nic nenamítá, neboť z každé věty triviálně plyne tato věta sama. Důkaz kruhem totiž není logicky chybný, nýbrž sémanticky prázdný, neboť nic nedokazuje. Podle J. Rosenberga se tedy pro platnost důkazu musí vyžadovat ještě splnění „podmínky adekvátnosti“, kterou formuluje takto: „Námitka proti tomu, co se má dokázat, se má lišit od námitky proti tomu, čím se dokazuje.“[zdroj?] Tato podmínka není při důkazu kruhem splněna.

## Vicious circle
V anglosaském prostředí se jako vicious circle označuje také děj s kladnou zpětnou vazbou, který se sám posiluje, tedy „začarovaný kruh“. Například inflační spirála: při růstu cen se zvyšují mzdy, což vede k dalšímu růstu cen.